# St. Blasius (Altdorf)

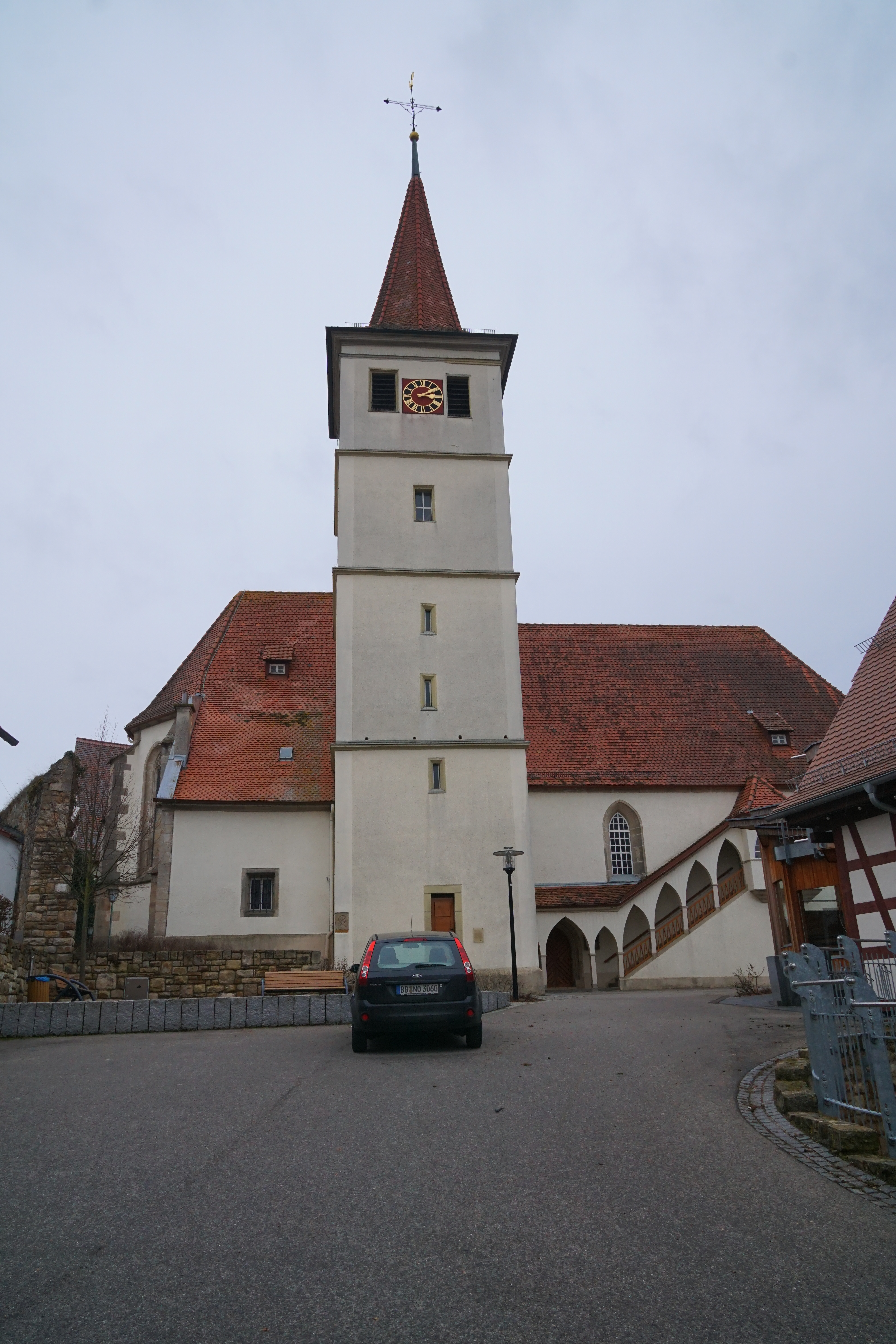
St. Blasius in Altdorf

Die Pfarrkirche St. Blasius steht in Altdorf, einer Gemeinde im Landkreis Böblingen in Baden-Württemberg. Das Bauwerk ist beim Landesamt für Denkmalpflege Baden-Württemberg als Baudenkmal eingetragen. Die Kirchengemeinde gehört zum Kirchenbezirk Böblingen der Evangelischen Landeskirche in Württemberg.

## Beschreibung
Die Saalkirche besteht aus einem Langhaus, einem eingezogenen, dreiseitig geschlossenen, von Strebepfeilern gestützten Chor und einem viergeschossigen, hochmittelalterlichen Chorflankenturm an der Nordwand des Chors, dessen oberstes Geschoss die Turmuhr und den Glockenstuhl mit vier Kirchenglocken beherbergt. Der Innenraum des Chors ist mit einem Netzgewölbe überspannt. Die Orgel wurde 1952 von der Orgelbau Friedrich Weigle gebaut.